# Tyr (álbum)
TYR es el decimoquinto álbum de estudio de la banda de heavy metal Black Sabbath, lanzado al mercado el 20 de agosto de 1990 a través de I.R.S. Records en el Reino Unido.

## Lista de canciones
| N.º | Título                    | Letras         | Música        | Duración |  |
| 1.  | «Anno Mundi (The Vision)» | Tony Martin    | Black Sabbath | 6:12     |  |
| 2.  | «The Law Maker»           | Martin         | Black Sabbath | 3:54     |  |
| 3.  | «Jerusalem»               | Martin         | Black Sabbath | 4:00     |  |
| 4.  | «The Sabbath Stones»      | Martin         | Black Sabbath | 6:47     |  |
| 5.  | «The Battle of Tyr»       | (instrumental) | Black Sabbath | 1:08     |  |
| 6.  | «Odin's Court»            | Martin         | Black Sabbath | 2:41     |  |
| 7.  | «Valhalla»                | Martin         | Black Sabbath | 4:42     |  |
| 8.  | «Feels Good to Me»        | Martin         | Black Sabbath | 5:43     |  |
| 9.  | «Heaven in Black»         | Martin         | Black Sabbath | 4:04     |  |

## Personal
- Tony Martin – voz
- Tony Iommi – guitarra
- Geoff Nicholls – teclados
- Neil Murray – bajo
- Cozy Powell – batería